# سمیح گولر
سمیح گولر (انگلیسی: Semih Güler؛ زادهٔ ۳۰ نوامبر ۱۹۹۴) بازیکن فوتبال اهل آلمان است.
از باشگاه‌هایی که در آن بازی کرده‌است می‌توان به باشگاه فوتبال اسکی‌شهراسپور اشاره کرد.